# Acre (Israël)
Cette page contient des caractères spéciaux ou non latins. S’ils s’affichent mal (▯, ?, etc.), consultez la page d’aide Unicode.
Pour les articles homonymes, voir Acre, Akko et Akka.

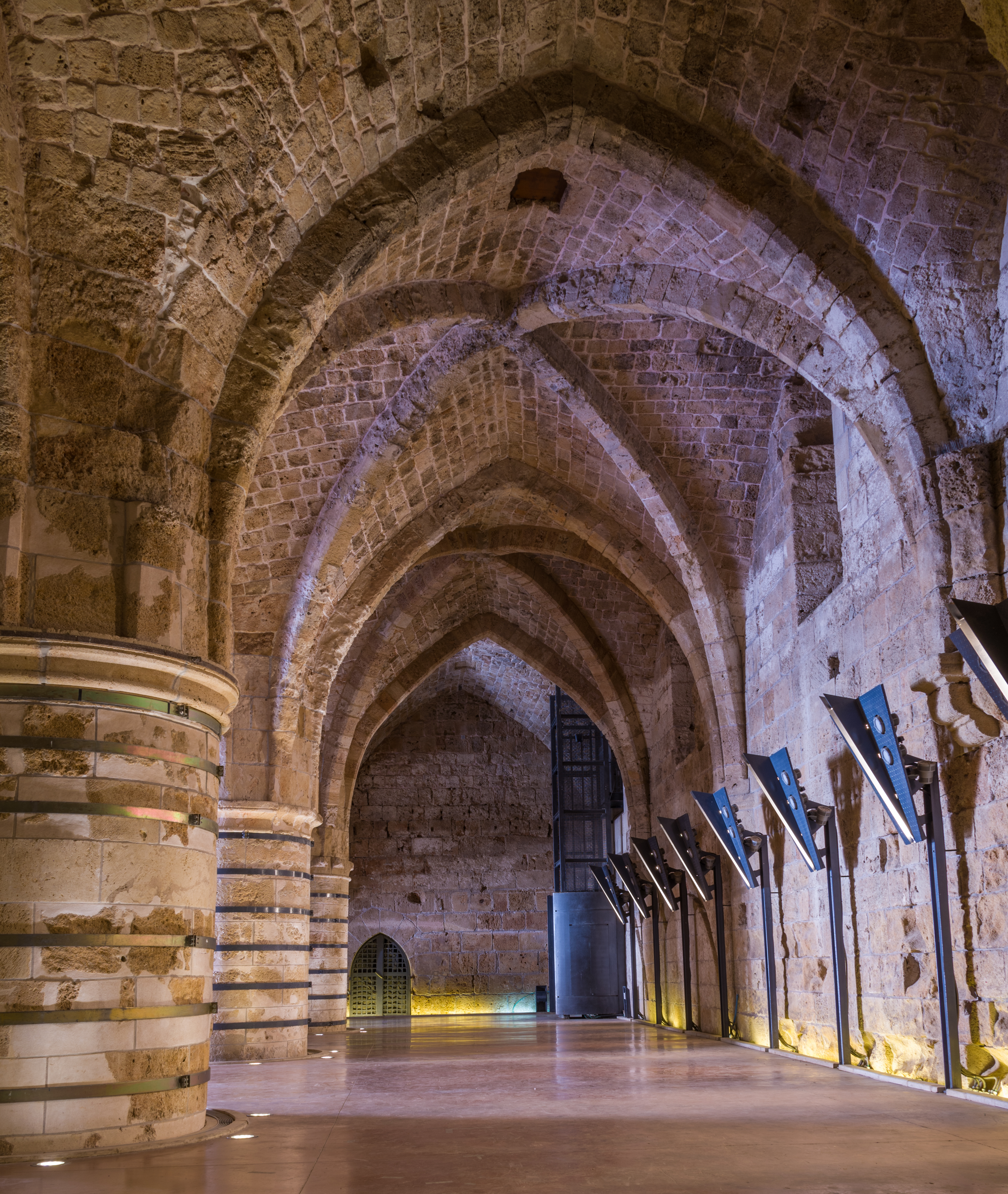
Réfectoire monumental de la forteresse des Hospitaliers.

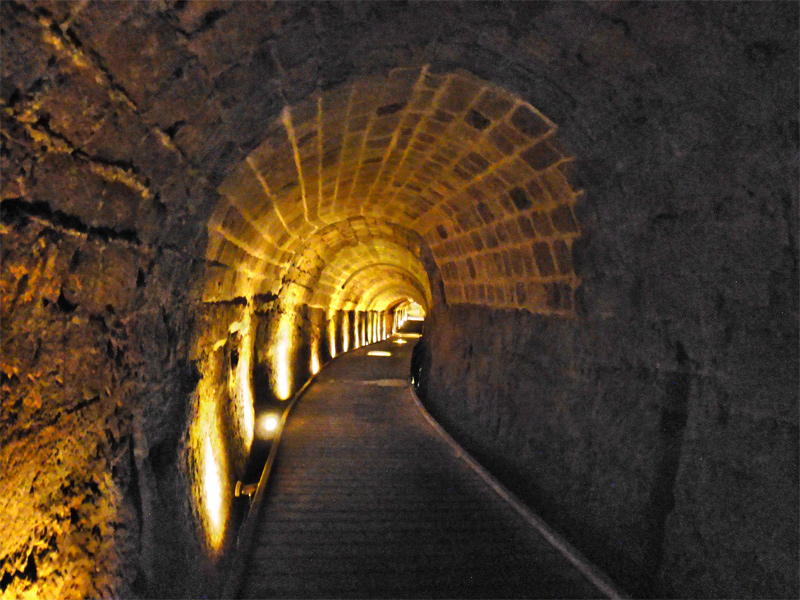
Le tunnel dit des Templiers.

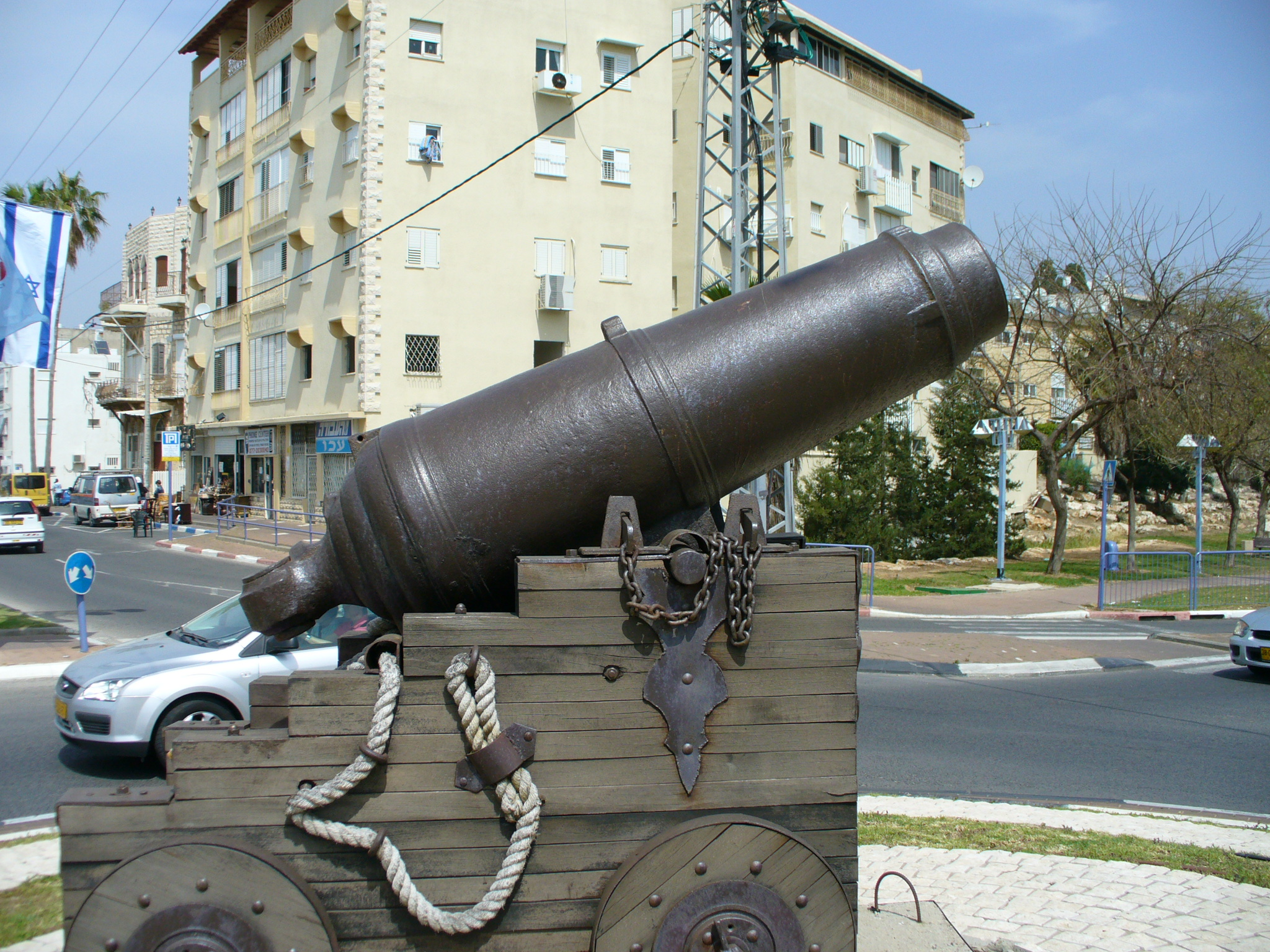
Un canon à l'entrée de la vieille ville.

Acre (en hébreu עַכּו Akko ; en arabe عكّا ʿAkkā ; connue aussi sous le nom de Saint-Jean-d’Acre, et Ptolémaïs dans l'Antiquité) est une ville d’Israël, située au nord de la baie de Haïfa, sur un promontoire et dotée d'un port en eaux profondes.
Acre est située à 152 km de Jérusalem et dépend administrativement du district nord. Cette ville côtière donne son nom à la plaine d'Acre qui comporte plusieurs villages. Son ancien port de commerce, florissant dans l'Antiquité, est devenu une zone de pêche et de plaisance de moindre importance.

## Lieux remarquables
En raison notamment du prestige de l'héritage historique légué par les différentes civilisations qui se succédèrent dans cette cité, Acre est membre de l'Organisation des villes du patrimoine mondial (UNESCO).
Il est notamment possible d'observer :
- les restes de la forteresse des Hospitaliers datant de l'époque des Croisés (XIIIe siècle), dont un réfectoire monumental et un tunnel conduisant de la forteresse au port ;
- les fortifications successives de la ville ;
- la mosquée Al Jezzar ;
- la citadelle, face au large, a été ravagée en 1291 et les Ottomans ont achevé de la démanteler au XVIIIe siècle, réemployant toutes les pierres pour construire la muraille maritime ;
- plusieurs lieux saints du bahaïsme, dont la Villa de Bahjí où est enterré Bahá’u’lláh, le fondateur de la religion bahaïe ;
- la synagogue tunisienne Or Torah.

## Histoire d'Acre

### Antiquité
Le port de pêche d'Acre est une étape pour le cabotage de port en port le long de la côte phénicienne. Il est proche de Tell Abou Hawam, situé à l'embouchure du Kishon, capable d'accueillir de plus grands voiliers qui font du commerce avec l'Anatolie, Chypre et l'Égypte.
Cette ville de Galilée connaît une présence humaine continue depuis 1500 av. J.-C. Sur le plan historique, elle fut mentionnée pour la première fois sous le règne du pharaon Thoutmosis III (1479 av. J.-C./1425 av. J.-C.) et son nom apparaît également plus tard dans la Bible hébraïque sous le nom de Akko (Juges 1, 31) puis sous le nom de Ptolémaïs dans le premier livre des Maccabées (I Macc 5,15), ainsi que dans le Nouveau Testament dans les Actes des Apôtres (21, 7a – Voyage de saint Paul vers Jérusalem).
En l’an 700 avant l’ère chrétienne, elle est dominée par les Assyriens avant d'être intégrée, trois siècles plus tard, aux territoires conquis par Alexandre le Grand, puis au IIIe siècle av. J.-C. par Ptolémée II, souverain d’Égypte qui débaptisa son nom en Ptolémaïs. Ce nom sera conservé jusqu’au Moyen Âge.
Situé, à l'origine, à 1 kilomètre de la côte, sur la rive du fleuve Na'aman, le port de pêche d’Acre se déplace, au IIIe siècle av. J.-C., vers son site actuel qui occupe le promontoire gréseux qui forme la limite nord de la grande baie de Haïfa.
Vers 52-54 sous le règne de l'empereur Claude, elle devient colonie romaine sous le nom de Colonia Claudii Caesaris. Il s'agit de la deuxième ville du Proche-Orient à obtenir ce statut après Beyrouth plus de 60 ans plus tôt.
Aux Ve – VIe siècles, l'église construite dans le district d'Acre, à Shavey-Zion, comporte une croix en mosaïque de pavement, malgré l'interdiction des empereurs Théodose II puis Valentinien III de représenter la Croix au sol.

### Conquête arabe et période des croisades
Dans la continuité de l'Empire romain, la ville d'Acre fait partie de l'Empire byzantin avant d'être conquise en 638 par les Arabes, qui la rattachent successivement aux califats omeyyades, abbassides puis fatimides.
Au début des Croisades, la ville est prise le 26 mai 1104 par Baudouin Ier de Jérusalem, roi de Jérusalem. C’est le début de la parenthèse qui donne un nouveau nom à Acre. Avec l'installation des Hospitaliers de l'ordre de Saint-Jean de Jérusalem, la ville devient connue sous le nom de Saint-Jean-d'Acre. La ville est reprise par Saladin le 9 juillet 1187, elle est reconquise le 12 juillet 1191, lors de la troisième croisade, par les rois Philippe-Auguste et Richard Cœur de Lion. C'est de Saint-Jean-d'Acre que Richard Cœur de Lion s'embarque le 9 octobre 1192 quittant la Terre sainte pour son voyage de retour. Ce dernier nécessite 17 mois.
La reconquête de la ville en 1291 par le sultan d'Égypte al-Malik al-Ashraf met fin définitivement à la présence des Européens en Terre sainte, et clôt la période des croisades. C'est une des causes du projet Rex Bellator.
Saint-Jean-d'Acre retrouve alors le nom d'Acre.

### Dans l'Empire ottoman

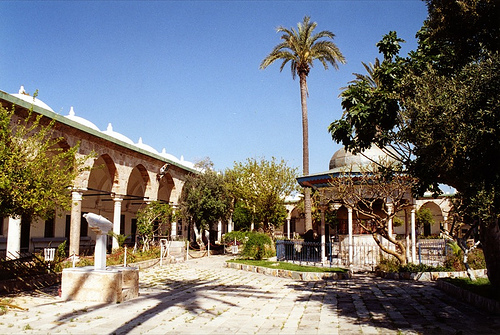
Jardin de la mosquée ottomane.

Annexée par l'Empire ottoman en 1516 avec le reste de la Syrie, Acre est rattachée à la province de Sidon. De 1740 à 1775, elle est le centre d'une principauté semi-indépendante fondée par le cheikh bédouin Dahir al-Umar ; mais celui-ci est vaincu et tué par les Ottomans en 1775. Acre, fortifiée par Dahir al-Umar, remplace Sidon comme capitale de l'eyalet, rôle qu'elle conserve jusqu'en 1841.
Pendant la période ottomane, de nombreux ordres religieux s'installent à l'intérieur de la ville qui est un des points de passage du pèlerinage en Terre sainte, notamment les ordres mendiants, franciscains et dominicains. La ville compte un grand nombre d'églises, celles-ci pouvant être paroissiales ou bien au service d'un ordre particulier.

#### Napoléon

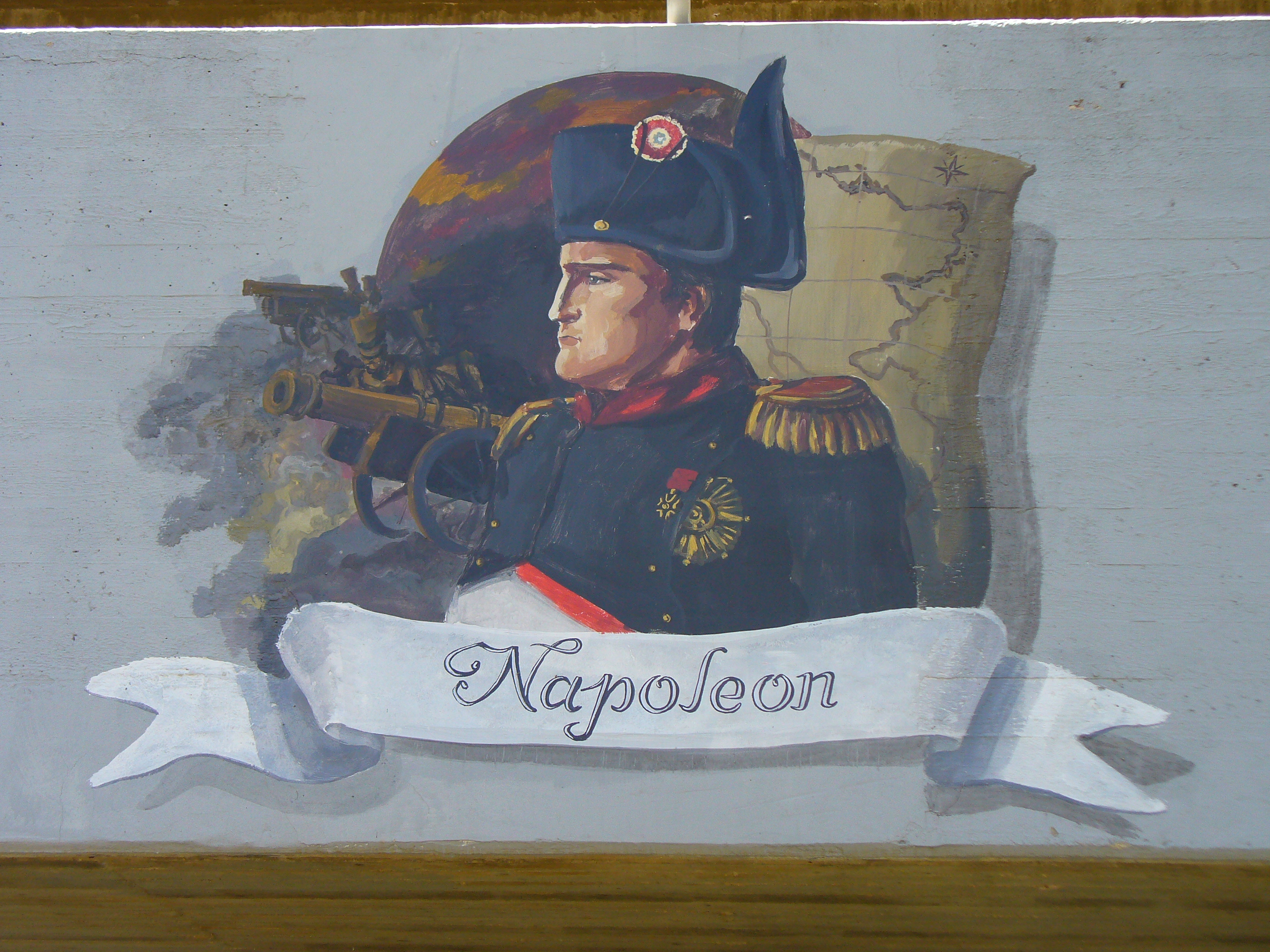
Portrait de Napoléon à l'Auditorium d'Acre.

La ville redevient un point stratégique lorsque, le 20 mars 1799, le général Napoléon Bonaparte, à la tête de l'armée française d'Égypte, commence le siège de Saint-Jean-d'Acre, point d'arrêt de l'expédition de Syrie. Du côté des assiégés, la garnison ottomane est commandée par Djezzar Pacha (« le Boucher »), conseillée par Antoine de Phélippeaux, officier d'artillerie émigré, ancien condisciple de Napoléon à l'École royale militaire de Paris, et reçoit le soutien d'une flotte britannique commandée par l'amiral William Sidney Smith. Les Français sont mal pourvus en artillerie (l'artillerie de siège, acheminée par mer, est bloquée par la présence navale anglaise) et provisions ; ils trouvent peu de soutien dans la population locale hormis les Zaydani (en) (la tribu de Dahir al-Umar) et une partie des chiites. Après huit assauts, ils doivent renoncer.

#### Reprise musulmane
Le 8 décembre 1831, pendant la Première guerre égypto-ottomane, le général égyptien Ibrahim (fils de Méhémet-Ali Pacha) donne le premier assaut sur la ville défendue par le gouverneur ottoman Abdullah Pacha (en). Dix jours durant, assauts et bombardements se succèdent sans résultat. Le 3 mars 1832, nuit de Baïram, Ibrahim ordonne le déclenchement d'un bombardement général de la ville. Conduit avec plus de maîtrise, celui-ci se poursuit sans interruption six jours et six nuits. Finalement, le 27 mai 1832, Ibrahim lance une attaque simultanée sur les trois points les plus vulnérables de la ville. La population rend les armes et envoie une députation à Ibrahim pour réclamer merci.[réf. incomplète]
C'est dans cette ville que fut exilé et mourut Mirza Husayn Ali Nuri (1817-1892), surnommé Bahá'u'lláh et fondateur du bahaïsme, dont Acre abrite plusieurs lieux saints aux côtés de Haïfa.

### AuXXesiècle

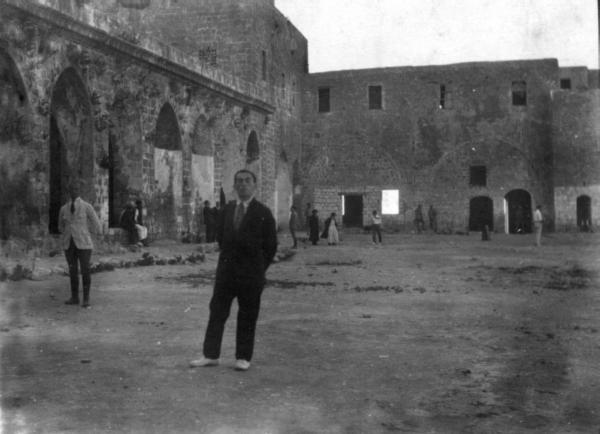
Vladimir Jabotinsky dans la prison d'Acre.

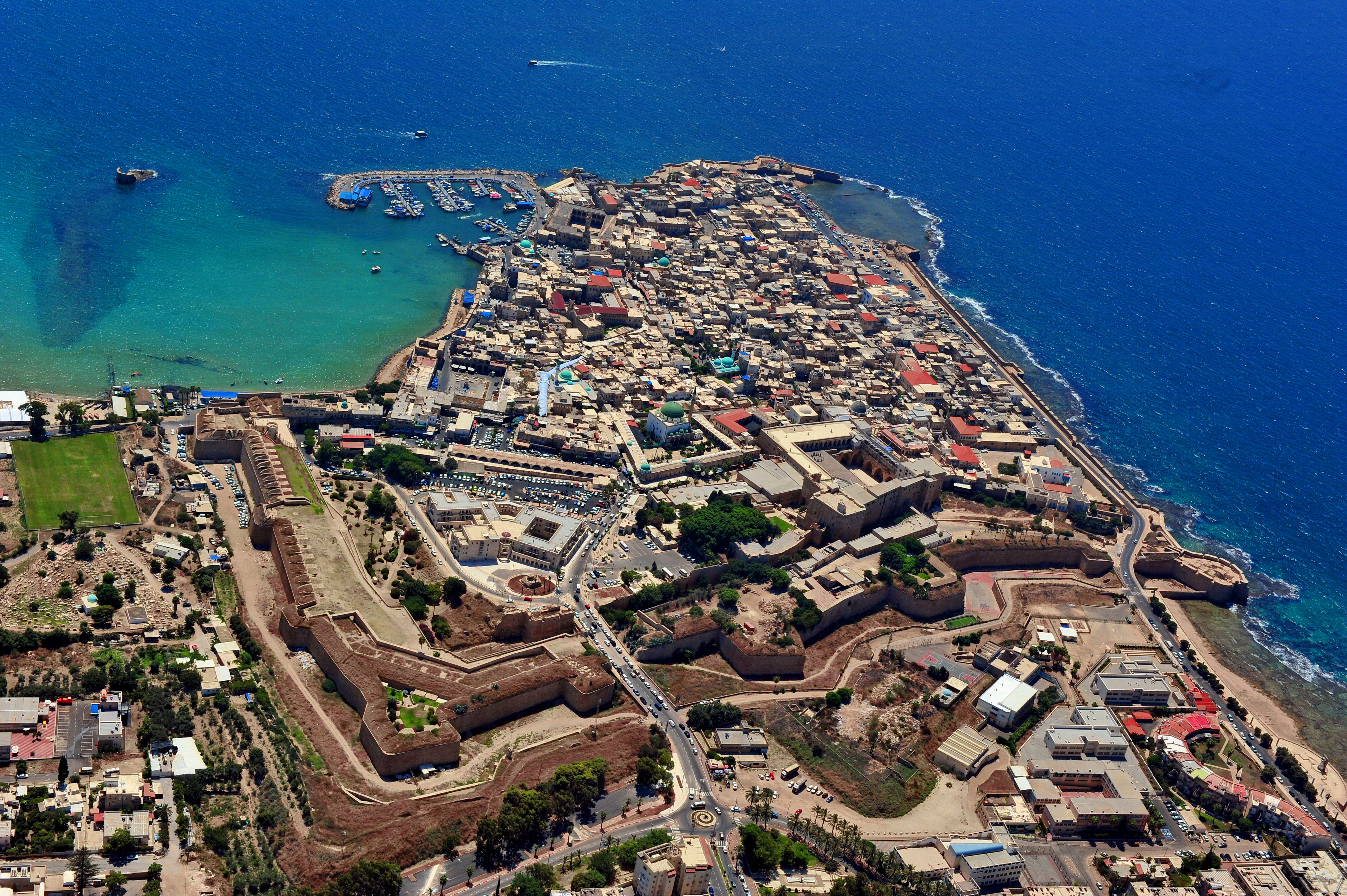
Vue aérienne de la vieille ville d'Acre.

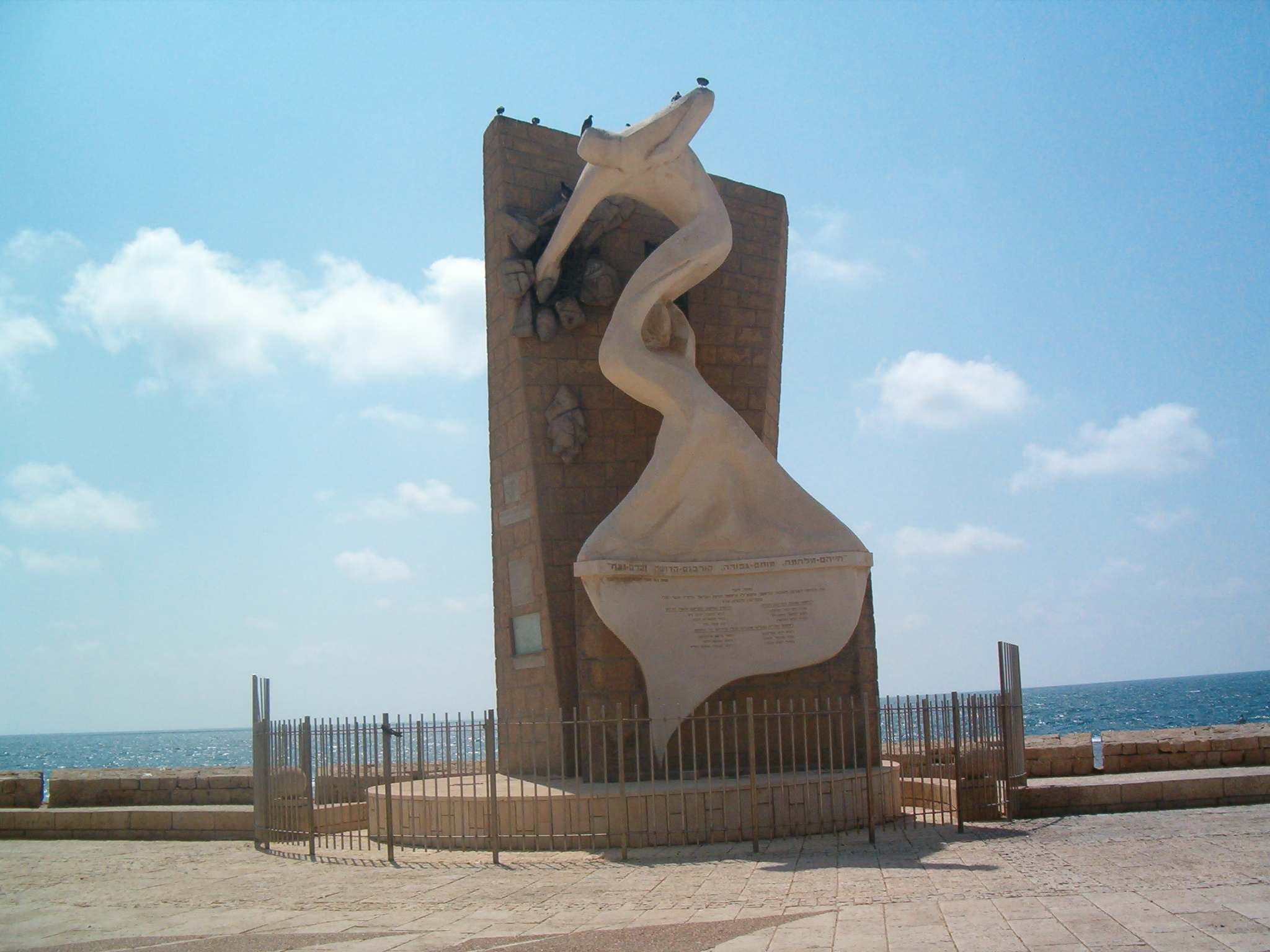
Monument commémorant l'assaut de la prison d'Acre.

#### Mandat britannique
En 1918, après la Première Guerre mondiale et dans le contexte du démembrement de l'Empire ottoman, cette ville passe au sein du mandat britannique en Palestine.
Acre sert de base à l'armée britannique pendant la campagne de Syrie. L’armistice de Saint-Jean-d’Acre est conclu dans cette ville au début de la Seconde Guerre mondiale , le 15 juillet 1941 : il met fin (après de violents combats) à l’autorité du régime de Vichy sur la Syrie mandataire.
Sa citadelle est connue en Israël et à l'étranger pour avoir été un centre de détention britannique avant la création de l'État hébreu. Parmi ses plus célèbres prisonniers figurent Vladimir Jabotinsky, le père de la droite politique israélienne, ainsi que Yitzhak Shamir et Shlomo Ben-Yosef (en), un membre de l'Irgoun, qui y fut exécuté.

#### Guerre civile et invasion de la Palestine par les armées arabes.Expulsion des Arabes
En 1948, la ville compte 12 000 habitants.
Le plan de partage de la Palestine a prévu son incorporation à l'État palestinien. Après l'éclatement de la guerre civile, la population d'Acre est fortement augmentée des Arabes qui ont échappé aux massacres à Haïfa. Le jour même de l’annonce du plan de paix, les Juifs commencent une campagne de terreur dans les quartiers arabes visant à en faire fuir leurs habitants. La Haganah et l’Irgoun (milice nationaliste) lancent des barils plein d’explosifs dans les rues ; un autre type d’opération consiste à renverser des tonneaux plein d’un mélange d’essence et d’huile, qui est ensuite enflammé.
Au début de mai, la Haganah lance une opération de guerre biologique, en introduisant les germes de la typhoïde dans l’aqueduc qui alimente en eau la ville, constatée par la Croix-Rouge. L’épidémie touche des centaines de personnes ; 55 soldats britanniques sont transférés à Port-Saïd, et le 6 mai, le bilan est de 70 morts. En même temps, la Haganah bombarde la ville, et diffuse des messages par haut-parleurs : « Rendez-vous ou suicidez-vous. Nous allons vous détruire jusqu’au dernier ». Les habitants prennent la fuite, et l’armée israélienne pille intégralement les quartiers arabes, pillage constaté par l’ONU.
Le 13 mai, soit la veille de la déclaration d’indépendance d’Israël, la Haganah lance l’opération Ben-Ami dans l’ouest de la Galilée visant à la conquête d'Acre et de toute la plaine côtière jusqu'à la frontière libanaise. La brigade Carmeli prend la ville le 17 mai. À leur entrée les 5 000 habitants restants sont pour la plupart des réfugiés venant de Haïfa. Les mois qui suivirent, les autorités israéliennes débattirent de l’option du transfert de ces gens vers Jaffa mais rejetèrent cette option. Par contre, 5000 immigrants juifs furent logés dans des maisons arabes confisquées par le biais de la loi sur la propriété des absents.

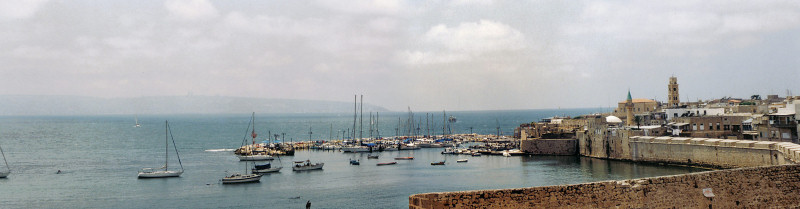
Le port de Saint-Jean-d’Acre.

## Religions

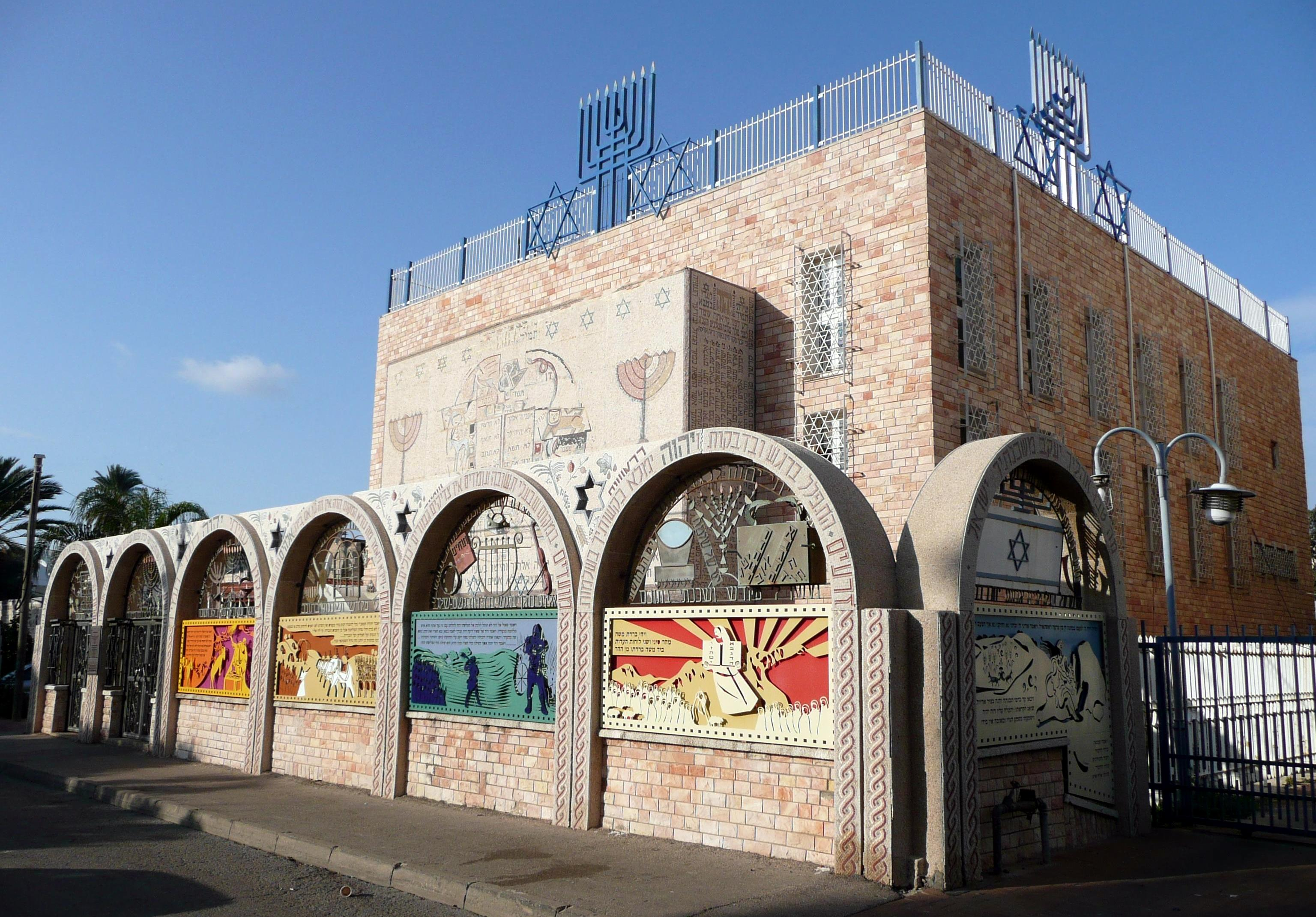
Synagogue tunisienne Or Torah

La ville contient de nombreux lieux de culte de différentes religions.
La spectaculaire synagogue tunisienne Or Torah entièrement tapissée de mosaïques se trouve près du port.
La vieille ville compte six mosquées, la plus grande et la plus impressionnante de toutes, la Mosquée Al Jazzar, la plus grande d’Israël en dehors de la région de Jérusalem. Les autres mosquées de la ville : al-Majdala (Mosquée des villageois de Majdal), al-Zeituna (son nom est associé aux oliviers qui étaient à l’époque plantés dans sa cour), al-Ramel, al-Bahar et al-Mu’aleq et une zaouïa, El-Shadhuliyya.
Ainsi que cinq églises de différentes confessions chrétiennes : l’église franciscaine Saint-Jean, où se déroulent la plupart des cérémonies et est généralement ouverte aux visiteurs et aux croyants, l’église Saint-François, qui est également franciscaine, l'église grecque-melkite-catholique Saint-André, l’église maronite et l’église grecque-orthodoxe Saint-Georges.
La ville abrite aussi le Mausolée de Baháʼu'lláh, qui est le lieu le plus sacré pour les  baha'is et représente leur Qibla ou direction de prière.

## Art et culture
La ville est une cité côtière entourée de vieux remparts en pierres qui abrite de nombreux trésors patrimoniaux, historiques et religieux.
On y trouve un site souterrain connu sous le nom de tunnel des Templiers : dans le passé, ce passage en pierres aboutissait à la forteresse des Hospitaliers défendant le port d'Acre pour permettre aux pèlerins d'accomplir leur voyage en Terre sainte. Il reste aujourd'hui un symbole de coopération et de persévérance.[réf. nécessaire]
Le marché d'Acre illustre bien le réseau de cultures orientales et occidentales sur lequel la ville portuaire a été fondée et continue de prospérer. On y propose différentes nourritures locales : pâtisseries orientales, épices préparées sur place, produits frais, poisson encore vivant...
Vers le sud du marché, se trouve la synagogue Ramchal et la maison de l'artiste Chaim Parchi, deux lieux qui complètent ce pôle culturel.

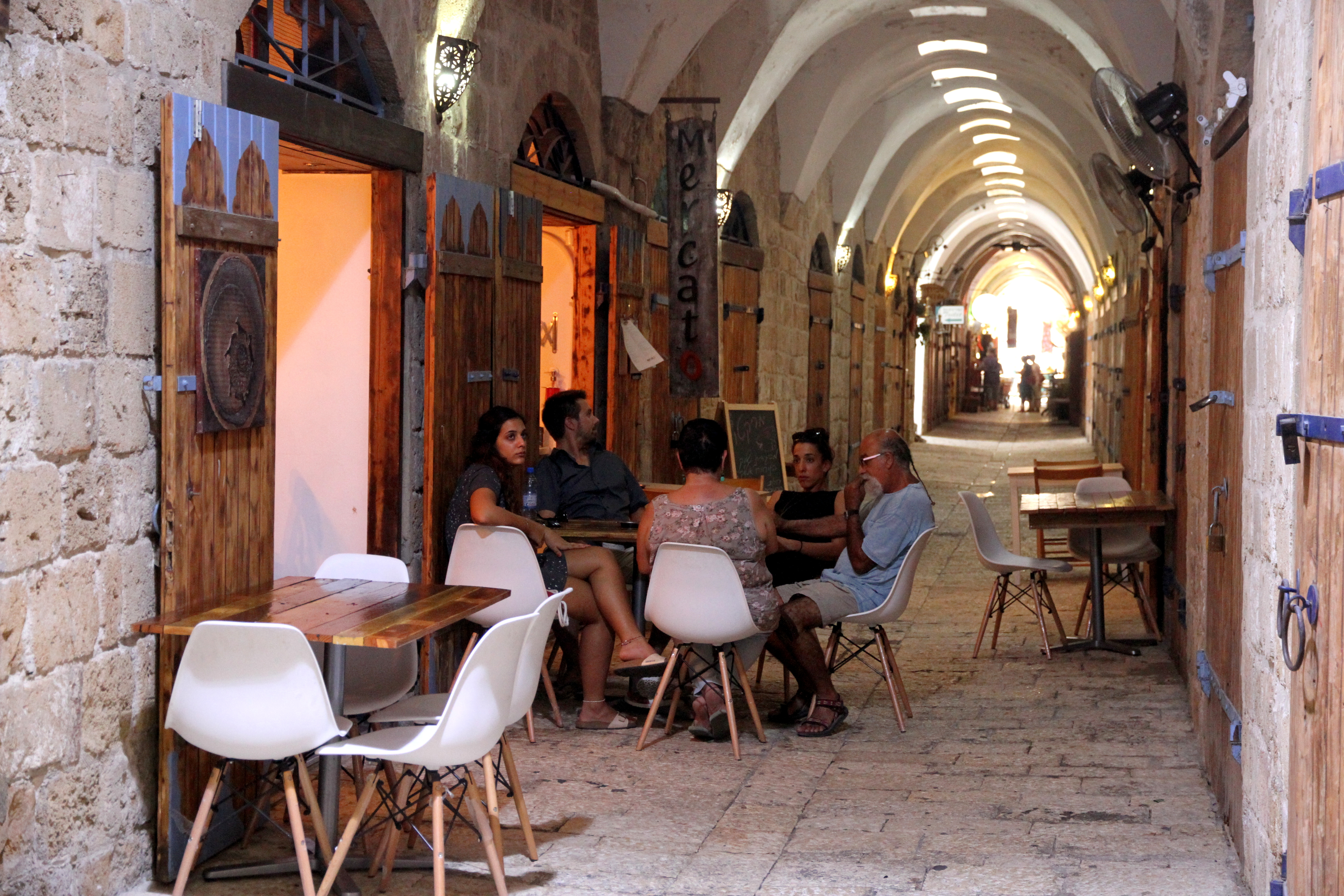
Terrasse à l'ombre.

### Musée
Dans la forteresse bâtie au XVIIIe siècle par le pacha ottoman Ahmed el-Jazzar, où durant la Seconde Guerre mondiale, les Britanniques emprisonnèrent les résistants nationalistes et les soldats juifs de la Haganah, l'ancienne prison centrale de Palestine est aujourd'hui devenu un musée à la mémoire de ces détenus, dont certains furent exécutés.

### Bien culturel
La vieille ville est classée « Site antique » aux termes des dispositions de la loi de 1978 relative aux antiquités par l'UNESCO.
Le lieu est géré conjointement par la municipalité d'Acre, l'entreprise publique Old Acre Development Company, une administration publique et l'Administration israélienne des antiquités qui conseille tout aménagement en consultant la population locale, afin d'adapter des aménagements modernes et de garder la ville vivante.

### Dans la fiction
Acres est l'une des trois villes où se déroule l'intrigue du jeu vidéo Assassin's Creed.

## Personnalités nées à Acre
- Ahmad Yamani (1924-2011), homme politique palestinien.
- Ghassan Kanafani (1936-1972), écrivain, journaliste et militant palestinien.
- Raymonda Hawa-Tawil (1940), journaliste et femme de lettres, belle-mère de Yasser Arafat.
- Zoulikha Abou Richa (1942), poétesse et féministe jordanienne.
- Raida Adon (1972), actrice et plasticienne.
- Mahmoud Shalaby (1982), acteur.

## Liens externes

Le port de plaisance d'Acre (juillet 2017).

## Jumelages
| Ville | Ville           | Pays | Pays       | Période               |
| ----- | --------------- | ---- | ---------- | --------------------- |
|       | Bielsko-Biała   |      | Pologne    |                       |
|       | Brégence        |      | Autriche   |                       |
|       | Deerfield Beach |      | États-Unis |                       |
|       | La Rochelle,    |      | France     | depuis 1972           |
|       | Nagykanizsa     |      | Hongrie    |                       |
|       | Pise            |      | Italie     |                       |
|       | Recklinghausen  |      | Allemagne  |                       |
|       | Saint-Mandé     |      | France     | depuis le 16 mai 2011 |
|       | Trakai,         |      | Lituanie   | depuis 2015           |

Le 12 mai 2025, en raison de la guerre menée par Israël à Gaza, le Conseil municipal de La Rochelle a voté en majorité pour la suspension de son jumelage avec la ville d'Acre.